# Royston Langdon
Royston Langdon, född 1 maj 1972 i Leeds, England, är en engelsk sångare. Han är tidigare sångare i gruppen Spacehog. Han sjöng ett tag i gruppen The Quick, men sjunger numera i en ny grupp kallad The Tender Trio.
Han var tidigare gift med skådespelerskan Liv Tyler 2003-2008. De har ett barn tillsammans.